# 교황 우르바노 5세
교황 우르바노 5세(라틴어: Urbanus PP. V, 이탈리아어: Papa Urbano V)는 제200대 교황(재위: 1362년 9월 28일 - 1370년 12월 19일)이다. 본명은 기욤 드 그리모아르(프랑스어: Guillaume de Grimoard)이다. 아비뇽 유수의 여섯 번째 교황인 동시에 아비뇽 시대의 교황 7명 가운데 유일하게 시복된 교황이다.
베네딕도회 출신으로서 교황이 된 후에도 간소하고 겸손하게 사는 베네딕도회 규칙을 충실히 따르며 생활했다. 그는 재위기간 동안 교회 쇄신을 단행하여 교황청 관리들의 잦은결근과 성직겸임, 성직매매를 금하였다. 교육사업에 후원하며 대학을 설립하고 지원을 아끼지 않았다. 성당들과 수도원들의 재건과 건축도 감독하였다. 교황으로서 그가 삼은 목표 중 하나는 동서 교회의 재일치였으나, 전임자들 및 후임자들과 마찬가지로 끝내 달성하지 못하였다.
1367년에 로마로 건너가 교황청을 로마로 옮기려 시도하였으나 3년만에 아비뇽을 귀환하고 말았다. 1369년에 잉글랜드와 프랑스 사이에 백년전쟁이 재개되면서 그 영향이 교황령까지 미쳤기 때문이다.

## 생애 초기
기욤 드 그리모아르는 1310년 프랑스 랑그독 주의 그리작 성에서 벨가르드의 영주 기욤 드 그리모아르와 몽페랑의 암필리즈의 둘째 아들로 태어났다. 그에게는 에티엔과 (훗날 추기경이 되는) 앙릭이라는 형제와 델피네라는 누이가 있었다.
1327년 기욤 그리모아르는 그의 집에서 가까운 작은 수도원에서 베네딕도회 수사가 되었는데, 이 수도원은 마르세유 인근의 고대 생빅토르 대수도원의 분원이었다. 견습 수사 시절에 그는 생빅토르 대수도원에 보내졌다. 종신서원을 한 후 그는 1334년 본래 있던 수도원에서 사제 서품을 받았다. 그는 몽펠리에에서 문학과 법학을 공부한 다음 툴루즈 대학교에 가서 4년 간 공부에 매진했다. 1342년 10월 31일 그는 교회법 박사학위를 받았다.
교황 클레멘스 6세에 의해 오세르 교구의 노트르담드프레 수도원의 총장으로 임명된 1352년 오세르의 생제르망 수도원의 총장으로 자리를 옮겼다. 그는 수도원 규율과 금융 개혁에 착수했다. 하지만 그의 새 교구장인 장 독수아(1353-1359)이 센의 대교구장 기욤 드 멜룬과 더불어 자신들을 접대하는데 과도한 요구를 하여 이를 거절하자 폭행당했다. 그럼에도 그는 끝내 요구를 들어주지 않았다. 그리모아르 총장은 교황청에서 베네딕도회의 총당가가 되었다.
그는 뛰어난 교회 법률가가 되어 몽펠리에와 파리, 아비뇽 등에서 학생들을 가르쳤다. 그는 클레몽의 주교 피에르 드 대그푀이유(1349-1357)에 의해 총대리에 임명되었다. 피에르 주교가 위제스로 소임지를 옮기자(1357-1366) 기욤 그리모아르는 위제스의 총대리가 되었다.
1352년 2월 13일 기욤 그리모아르는 교황 클레멘스 6세에 의해 생제르맹 옥세르 수도원의 아빠스에 임명되었다. 1359년 수도원과 수도원이 있는 도시가 잉글랜드에 점령되면서 무거운 세금이 부과되었다.

## 제1차 이탈리아 파견
1352년 여름 교황 클레멘스 6세는 기욤 아빠스에게 임무를 부여하기 위해 그를 불러들였다. 당시 이탈리아 북부는 조반니 비스콘티 대주교가 이끄는 밀라노의 비스콘티 가문의 야심 때문에 한동안 혼란스러운 상태에 놓여 있었다. 그는 롬바르디아의 상당 부분을 정복했고, 교황령 도시인 볼로냐를 점령한데 이어 피렌체의 영토를 침범하고 있었다. 교회령을 계속 유지하기 위해 교황은 비스콘티 대주교를 볼로냐의 교황 대리로 임명하려는 생각을 하였다. 1352년 4월 27일 그는 합의안을 작성했는데, 이에 따라 비스콘티 가문이 그동안 저질렀던 죄를 사면하고 이탈리아 북부 대부분에 대한 권리를 양도하였다. 심지어 교황은 그들에게 돈까지 지불하였다. 그러나 비스콘티 가문은 교황과의 합의를 준수할 생각이 전혀 없었다. 그 해 7월 26일 그리모아르 아빠스와 아퀼레이아 대성당의 부제 아조 만치 다 레지오는 교황으로부터 교황 대사 자격으로 이탈리아 북부에 가서 이러한 상황을 해결하라는 지시를 받았다. 기욤은 비스콘티 가문과의 협상장에서 조약을 준수하지 않을 시 교회로부터 견책을 받을 것이라고 경고하여 1352년 10월 2일 그들에게서 불법으로 빼앗긴 볼로냐 시를 돌려받았다. 밀라노에 머무는 동안 그는 시칠리아의 왕과 왕비와 맺은 조약이 만료되자 이를 갱신하였다. 그는 1352년 11월 아비뇽에 귀환하였다.

## 제2차 이탈리아 파견
1354년 그리모아르 아빠스는 다시 한 번 이탈리아에 파견되었는데, 이번에는 로마였다. 그가 받은 임무는 교황 궁무처의 거래 사업 때문이었다. 또한 성 베드로 대성전에 손상이 심각해 이를 손볼 필요도 있었다.
1361년 8월 그는 마르세유의 생빅토르 대수도원의 아빠스로 선출되었다. 그렇지만 그는 최소한 다음 학기까지는 계속 교수로 재직하였다.

## 제3차 이탈리아 파견
1353년 악명 높은 비테르보의 조반니 디 비코와 리미니의 말라테스타 가문, 포를리의 오르델라피 가문을 통제하기 위해 힐 알바레스 카리요 데 알보르노스 추기경이 이탈리아에 파견되었다. 1360년 기욤이 비스콘티 대주교의 조카이자 후임자인 베르나보 비스콘티를 상대하기 위해 파견되었다. 그들이 매우 적대적이고 고압적인 태도를 취하자 아빠스는 즉시 자리를 박차고 나가 인노첸시오 교황에게 이 사실을 그대로 보고했다. 교황은 그를 다시 이탈리아로 돌려보냈으나 알보르노스 추기경이 볼로냐를 포위한 비스콘티 가문의 군대를 완전히 패퇴시키면서 상황이 크게 반전되었다. 그렇지만 그리모아르는 훗날 교황으로 선출된 후에 베르나보 비스콘티를 파문했다. 프랑스에 돌아온 그는 은퇴해 오리올 성에서 휴식 시간을 가졌다.
1361년에 프랑스 남부에 또다시 흑사병이 창궐하였다. 피에르 드 프레 추기경이 1361년 5월 16일에 선종했으며, 페트루스 데 포레스타 추기경은 1361년 6월 7일 선종했다. 기욤 팔리네 추기경은 1361년 6월 17일에, 기욤 코르 추기경은 1361년 6월 12일에, 페트루스 베르트란티 추기경은 1361년 7월 13일에, 장 드 카라망 추기경은 1361년 8월 1일에, 베르나르 드 라 투르 추기경은 1361년 8월 7일에, 프란체스코 델리 아티 추기경은 1361년 8월 25일에, 피에르 드 크로 추기경은 1361년 9월에 각각 선종하였다. 뿐만 아니라 약 6천 명의 사람과 100명 이상의 주교들이 사망한 것으로 추정된다. 타라고나의 니콜라오 로셀리 추기경은 흑사병에 의한 것은 아니었지만 1362년 3월 28일에 마요르카에서 선종하였다.

## 나폴리
1362년 5월 25일 나폴리 왕 루이지 1세가 갑자기 사망하자 나폴리 왕국 안에 권력 투쟁이 벌어졌다. 조반나 1세 여왕은 남편에게 빼앗겼던 권력을 되찾으려고 했으며, 그녀의 차기 남편감들 사이에 경쟁이 촉발되었다. 아비뇽에 소환된 기욤 아빠스는 6월 27일 나폴리에 가서 나폴리의 영주인 교황 인노첸시오 6세의 충고와 조언을 전달하였다.
남쪽으로 길을 가던 중에 그는 몬테카시노의 거대한 베네딕도회 대수도원을 방문하였다. 그는 지진과 주교의 방치로 인해 물질적으로나 영적으로나 수도원의 상태가 크게 무너진 것을 보고 탄식하였다. 나중에 교황이 되자마자 그는 이러한 상황을 타개하기 위해 몸소 나섰다. 그리하여 1367년 3월 31일 카시노 교구를 폐지하고 수도원을 전적으로 아빠스의 통제 아래 두도록 하였다.

## 교황 선출과 재위
1362년 9월 그리모아르가 이탈리아 주재 교황 대사로 있는 동안에 교황 인노첸시오 6세가 선종했다. 즉시 아비뇽에 귀환하라는 호출을 받았을 당시 그가 어디에 있었는지는 정확히 알려져 있지 않지만, 아마도 나폴리나 피렌체, 롬바르디아에 있었을 것으로 짐작된다.
교황 인노첸시오 6세는 1362년 9월 12일 선종했다. 그의 후임자를 뽑기 위한 콘클라베는 성 마우리시오 축일인 9월 22일 아비뇽 교황궁에 소집되었다. 21명의 추기경들 가운데 이탈리아에 그대로 머문 알보르노스 추기경을 제외한 20명이 참석하였다. 20명의 추기경들 가운데 18명은 프랑스 사람이었는데, 그들 가운데 6명은 리무쟁 출신이었다. 21명의 추기경들 가운데 10명은 전임 교황과 친족 관계였다. 그렇지만 당시 리모주 추기경들의 영향력은 다소 퇴색되었다. 왜냐하면 그들의 고향이 당시 잉글랜드에 점령당한 상태였기 때문이다. 잉글랜드의 프랑스 침공으로 발발한 백년 전쟁의 여파로 인하여 프랑스 왕의 신하였던 13명의 추기경들은 공포심을 느꼈다. 엘리 드 탈레랑 추기경과 기 드 불로뉴 추기경 둘 다 자신이 교황이 될 것이라고 생각했다.
피렌체의 연대기 작가 마테오 빌라니가 전하는 바에 따르면, 15명의 추기경이 리모주 출신이며 교황 클레멘스 6세의 동생인 교황 궁무처장 위그 로제 추기경을 교황으로 선출하기로 의견을 모았으나 정작 당사자인 위그 추기경이 교황직을 사양하였다고 한다. 이 이야기의 출처는 오직 빌라니의 기록 뿐이다. 더욱이 이 이야기는 추기경단이 탈레랑 추기경을 지지하는 세력과 불로뉴 추기경을 지지하는 세력으로 양분되어 교착 상태가 이어지면서 어느 한쪽도 3분의 2 이상 득표하지 못했다는 장 프루아사르의 기록과 상반되는 것이다. 9월 28일 추기경들은 합의를 보지 못하자 제3의 인물로 그리모아르를 선정하여 그를 새 교황으로 선출하였다. 그리모아르는 당초에 자신이 교황으로 선출되었다는 사실을 알지 못한 채 그저 추기경들과 의논할 일이 있으니 속히 아비뇽으로 돌아오라는 요청을 받았다. 추기경들은 또다시 프랑스 사람이 교황이 된 것에 대해 로마 시민들이 좋지 않은 반응을 보일까 봐 염려하여 한달 후인 10월 말에 그리모아르가 아비뇽에 도착할 때까지 그의 선출 소식을 비밀에 부쳤다. 그들은 로마 시민들이 콘클라베가 실시되기 전부터 로마 사람이나 최소한 이탈리아 사람이 교황이 되기를 바라는 희망 섞인 이야기를 자주 했기 때문에 그들이 그리모아르의 선출을 알게 된다면 그가 아비뇽에 오는 것을 방해할 것을 우려하였다. 그리모아르는 아비뇽에 도착하자마자 자신의 선출을 받아들이고 우르바노 5세라는 이름을 선택했다. 우르바노라는 이름을 선택한 이유를 묻자 그는 “이 이름을 가진 교황들은 모두 성인들이었다”고 답변했다.
그리모아르는 교황 선출 당시 주교가 아니었기 때문에 교황 즉위식에 앞서 주교품을 받아야 했다. 그의 주교 서품식은 11월 6일 전임 교황 인노첸시오 6세의 조카인 오스티아 교구장 아두앙 오베르 추기경이 집전하였다. 오스티아의 교구장은 전통적으로 교황 선출자의 주교 서품식을 집전할 권리가 있었다. 주교품을 받자마자 우르바노 5세의 즉위식이 거행되었다. 교황의 머리에 삼중관을 씌운 성직자가 누구인지에 대해서는 알려진 바가 없다. 아마도 부제급 추기경 단장이자 교황 클레멘스 6세의 조카인 기욤 드 라 쥘 추기경이 했을 것으로 짐작되고 있다. 우르바노 5세는 아비뇽 유수의 여섯 번째 교황이었다.
우르바노 5세는 교황 인노첸시오 6세의 또다른 조카인 아르노 오베르를 계속 자리에 두었다. 아르노 오베르는 1361년 그의 삼촌에 의해 교회의 금융 부서 가운데 가장 중요한 자리인 교황 궁내원장에 오른 인물이다. 그는 우르바노 6세 때를 거쳐 1371년 교황 그레고리오 11세 때까지 계속 등용되었다. 교황궁을 관리하는 것 외에도 그는 아비뇽 교구의 교황 대리와 브나스크 백작령의 교구장 서리까지 겸임하였다.
1363년부터 1364년까지 겨울이 한파였는데, 특히 1월에서부터 3월까지는 론 강이 완전히 얼어서 사람들과 마차가 얼어붙은 강 위를 건너갈 수 있을 정도였다. 그러나 교황은 만에하나 얼음이 깨져서 사람이 익사하는 사고가 일어날 것을 염려하여 누구든지 론 강을 건너서는 안 된다는 금지령을 내렸다. 카르카손 인근에서 한 사내가 말을 타고 가다가 말 위에서 얼어죽는 사건이 일어났다. 다행히 말이 마굿간으로 가는 길을 제대로 찾아 시신이 온전히 돌아올 수 있었다. 많은 가난한 사람들, 특히 여성들과 어린이들이 동사하는 일이 많았다.

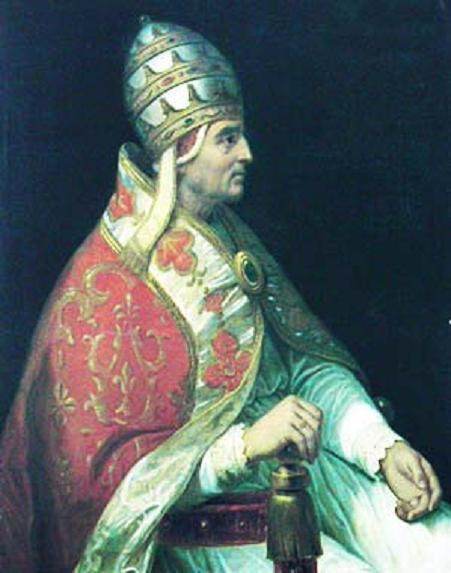
교황 우르바노 5세

### 교회 쇄신과 교육 후원
우르바노 5세는 교황이 된 이후에도 계속 베네딕도회 규칙을 준수하면서 수도복을 입고 다녔다. 그는 교황청 내부 관료들의 잦은 결근과 성직 겸임, 성직매매 타파에 힘쓴 한편 성소자들에 대한 교육과 자질 검사를 한층 강화하였다. 그렇지만 수도자 교육은 쇄신이 본래의 이상적인 가치와 원칙으로 되돌아갈 수 있느냐 없느냐의 문제지, 그저 새로운 해결책을 내놓는게 아니라는 것을 염두에 두어야 한다. 법률가 교육과 더불어 쇄신은 저명한 결정들과 선례들을 성문화하여 시행하는 문제였다.
교황 우르바노 5세는 공명정대하고 자유로운 교육 후원을 위해 상당한 개혁을 실행에 옮겼다. 그는 헝가리에 대학교를 세웠으며, 1363년 4월 14일 파비아 대학교에 일반 대학(Studium Generale) 지위를 부여하였다. 툴루즈 대학교의 신학부에는 파리 대학교와 똑같은 권리를 부여했다. 몽펠리에에는 의술 학교를 재건하고 베네딕도회 대학교와 성당을 세웠는데, 특히 수많은 예술품으로 장식된 이 성당은 훗날 이 도시의 주교좌 성당이 되었다. 그리고 꾸작에는 참사회 성당을, 이스파냑에는 성당과 도서관을 세웠다. 또한 자기 부모가 묻힌 샤토 드 그리삭이 있는 베두에 인근 언덕 꼭대기에 성당을 세웠다.
우르바노 5세는 크라쿠프 대학교를 세우는데 임시 동의하였고, 1364년 9월 공식적으로 허용하였다. 그는 모든 학급의 최소 천 명 이상이나 되는 학생들에게 최고로 양질 좋은 교과서와 교수진을 제공하였다. 또한 로마 인근에는 포도원을 심게 하였다. 그는 유대인들을 괴롭히거나 개종을 강요하여 강제로 세례성사를 주려고 하는 사람은 누구든지 파문한다고 선언하였다.

### 군사 운동
우르바노 5세 치세의 큰 특징으로는 로마로 귀환하려고 노력한 점과 로마에 대한 세속 주권을 회복하기 위해 강력한 경쟁자들을 물리쳤다는 점을 들 수 있다. 그는 우선 동생 안젤리쿠스 그리모아르를 이탈리아 북부에 교황 특사로 파견하였다. 1362년 우르바노 5세는 베르나보 비스콘티와 잔갈레초 비스콘티와 그들의 일가가 교회의 사유지를 강도처럼 빼앗았다고 비판하며 그들을 물리치기 위해 이탈리아 전역에 십자군 원정을 지시했다. 1363년 3월 베르나보는 이단자로 선언되었다. 그러나 평화를 위해 협상할 필요가 있다고 생각한 우르바노 5세는 이를 위해 다음해 3월에 클뤼니 수도원의 아빠스를 지낸 앙드로인 드 라 로셰 추기경을 새로 추기경에 서임하여 파견했다. 이후 신성 로마 제국 황제 카를 4세의 중재를 통해 우르바노 5세는 베르나보에게 내린 파문을 철회하고 그와 서둘러 평화 조약을 체결하여 볼로냐를 돌려받았다.
1365년 5월 카를 4세 황제가 아비뇽을 방문해 황제의 예복의 상징물을 모두 갖춘 상태에서 교황과 함께 사람들 앞에서 모습을 드러냈다. 이후 카를 4세는 자신의 영지 중 한 곳인 아를에 갔는데, 그곳에서 대주교 피에르 드 크로스에 의해 아를의 왕으로 추대되었다.
우르바노 5세는 튀르크에 맞선 십자군 원정을 간절히 바랐다. 1363년 프랑스 왕 장 2세와 키프로스의 피에르 1세가 아비뇽에 찾아와서 튀르크와 전쟁하기로 결정했다. 우르바노 5세와 피에르 1세는 십자군 원정을 실시하기를 간절히 소망했지만, 프랑스는 근래에 백년 전쟁의 여파로 막대한 손실을 입은 데다가 그들의 지도자 몇몇은 여전히 잉글랜드에 억류되어 있는 상황이었다. 1363년 성토요일에 교황은 특별히 십자군의 십자가를 장 2세와 피에르 1세 두 왕과 엘리 드 탈레랑-페리고르 추기경에 수여했다. 장 2세는 십자군의 총사령관과 종군 사제를 임명했다. 탈레랑 추기경은 십자군 원정대의 교황 특사로 임명되었으나 1364년 1월 17일 십자군이 출발하기도 전에 선종했다. 장 2세가 잉글랜드에 포로로 사로잡히면서 십자군 모집이 동력을 잃어 사실상 좌초되었다. 장 2세는 1364년 4월 8일 런던에서 사망했다.
탈레랑 추기경이 선종한 데다가 장 2세가 잉글랜드에 포로로 잡혀 끌려가자 피에르 1세는 크게 낙담했다. 그렇지만 1365년 10월 11일 그는 자신이 끌어모을 수 있는 병력을 최대한 모아서 알렉산드리아에 대한 공격을 개시해 승전을 거두었다. 그렇지만 추가 병력이 없는 데다가 적군이 키프로스군보다 훨씬 벙력이 많다는 점을 감안하여 그는 하는 수 없이 도시에 대한 약탈과 소각을 지시하고 철수했다. 피에르 1세는 1369년에 암살되기 전까지 시리아와 이집트 해안에 대한 공세를 계속 했다. 우르바노 2세는 장 2세의 군사 원정에 일절 관여하지 않았다.
사보이의 아메데오와 헝가리의 러요시 1세도 1366년 우르바노 5세 재위기간 중에 함께 십자군 원정에 나섰다. 초반에 그들의 원정은 성공적이었으며, 아메데오는 겔리볼루반도를 정복했다. 그렇지만 초반의 성공에도 불구하고 그들은 어쩔 수 없이 철수해야 했다.

### 로마로 갔다가 돌아오다
로마를 떠나있던 우르바노 5세는 이탈리아에서 계속 일어나는 문제와 더불어 프란체스코 페트라르카와 스웨덴의 비르지타의 탄원을 받던 중에 자신의 대리인 알보르노스 추기경이 선종했다는 소식을 들었다. 그는 추기경의 유해는 아시시에 보내 성 프란치스코 대성당에 정중히 안장하도록 지시했다. 교황은 1367년 10월 16일 로마에 도착했는데, 이는 교황이 60년 만에 처음으로 자신의 교구인 로마 땅을 다시 밟은 것이었다. 그가 로마에 온 것은 순전히 성 베드로 대성전에서 교황의 집전 아래 보헤미아의 알주베타의 황후 대관식을 보고자 한 신성 로마 제국 황제 카를 4세의 요청 때문이었지만, 로마의 성직자들과 시민들은 크게 기뻐하며 환영하였다. 비록 로마 귀환이 신성 로마 제국 황제의 의지에 따라 이루어진 것이기는 하지만, 키프로스의 피에르 1세와 나폴리의 조반나 1세의 충성 맹세는 물론 동로마 황제 요안니스 5세 팔레올로고스의 신앙 고백을 받아냈다. 새로운 수도 공동체인 비르지타회의 인가를 받기 위해 로마에 거주하던 스웨덴의 비르지타 수녀는 교황이 프랑스로 돌아갈 준비를 하고 있던 1370년 교황을 알현하였다. 비르지타 수녀는 차기 교황이 되는 피에르 로제 드 보포르 추기경에게 만일 교황이 다시 로마를 떠난다면 죽음을 면하지 못할 것이라는 예언을 하였다. 실제로 비르지타의 예언대로 교황은 로마를 떠난 후에 선종하였다.
교황령의 일부 도시들에서는 여전히 반란이 일어나고 있는 상황이었음에도 불구하고 프랑스 추기경들의 강력한 요청을 물리칠 수 없었던 우르바노 5세는 1370년 9월 5일 코르네토에서 프랑스로 향하는 배에 승선하였고, 같은 달 24일 아비뇽에 도착했다. 며칠 후 그는 중병에 걸렸다. 자신의 죽음이 임박했음을 느낀 그는 교황궁에서 자신의 동생인 안젤릭 드 그리모아르 추기경의 거처 인근으로 자리를 옮겨 사랑하는 사람들과 가까이 지낼 수 있게 해달라고 요청했다. 그는 1370년 12월 19일에 선종했다. 그의 관은 처음에 아비뇽 대성당의 요한 22세 경당에 안장되었다가 1371년 5월 31일 그가 생전에 자신을 위해 무덤을 조성한 마르세유의 생빅토르 수도원으로 이관되었다.

## 시복
우르바노 5세는 평소에 성덕의 모범을 보이고 수덕 생활에 힘썼으므로 교황 그레고리오 11세는 전임자의 시복 조사를 실시했다. 그리하여 우르바노 5세의 성덕과 더불어 그의 전구(轉求)에 의한 기적이 보고되었다. 그러나 시복 조사는 서방 교회의 분열이 일어나면서 1379년 로마에서 중단되었다. 서방 교회의 분열로 시복 조사가 중단되었지만, 수세기가 지나서 다시 재개되었다. 그리고 1870년 3월 10일 교황 비오 9세에 의해 시복되었다. 그의 축일은 그가 선종한 날짜인 12월 19일로 지정되었다.

## 같이 보기
- 교황 목록